# 1586 w polityce

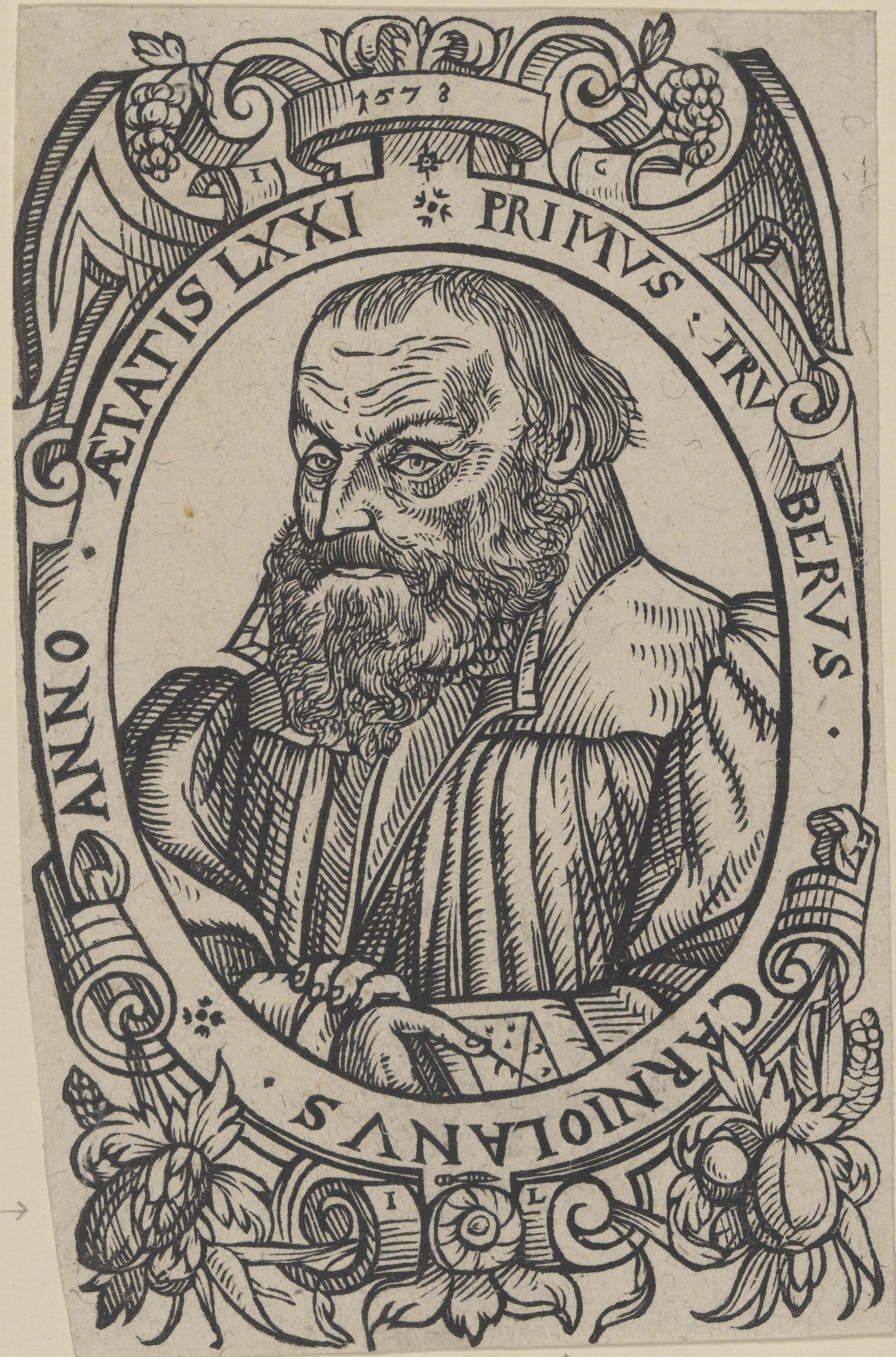
Primož Trubar

Wydarzenia polityczne w 1586 roku.

## Wydarzenia
- 20 września Chidiock Tichborne, angielski spiskowiec i poeta, został stracony za planowany zamach na królową Elżbietę I Wielką[1].

## Zmarli
- 28 czerwca Primož Trubar, słoweński działacz reformacyjny[2].
- 12 grudnia: król Rzeczypospolitej Obojga Narodów Stefan Batory[3].